# Partîzanî, Sînelnîkove
Partîzanî (în ucraineană Партизани) este un sat în comuna Mîroliubivka din raionul Sînelnîkove, regiunea Dnipropetrovsk, Ucraina.

## Demografie
Componența lingvistică a localității Partîzanî
     Ucraineană (95,71%)
     Rusă (4,29%)
Conform recensământului din 2001, majoritatea populației localității Partîzanî era vorbitoare de ucraineană (95,71%), existând în minoritate și vorbitori de rusă (4,29%).